# Carlos Câmara
Carlos Torres Câmara (Fortaleza, 3 de maio de 1881 - Fortaleza, 11 de março de 1939) foi um escritor de peças de teatro, advogado, jornalista e maçom. Teve grande destaque na dramaturgia cearense por ter fundado o Grêmio Dramático Familiar em 1918 e ter produzido as peças mais populares nos teatros de Fortaleza no começo do século XX. Seu nome está eternizado em várias homenagens: No Teatro Carlos Câmara, na rua que leva seu nome em Fortaleza e no troféu, que premia desde 1987, as personalidades que contribuem para as artes cênicas do Ceará.

## Biografia
Carlos era o filho mais velho do segundo casamento de João Eduardo Torres Câmara (1840-1906) e de Maria de Souza Câmara. Iniciou, em 1886 seus estudos no Colégio do Padre Liberato Dionísio da Costa. Em 1891, estudou no “Partenon Cearense”, e depois foi para o Liceu do Ceará.
Aos 16 anos, Carlos iniciou suas atividades no teatro, entrando em 1898 para o "Grêmio Taliense de Amadores". Nesse mesmo ano iniciou na vida literária e boêmia através do "Clube Adamantino", sociedade literária fundada em 1896, publicando a revista "A Estréia" que tinha Carlos Câmara como diretor. Também, em 1898, Câmara iniciou a carreira profissional como amanuense (escrevente copista) da Assembleia Legislativa do Ceará.
Em 1901, Carlos Câmara foi para o Amazonas, onde foi redator do jornal "O Amazonas" e foi escrivão de Depósito Público, em Manaus. Dedicou-se à advocacia e foi Promotor de Justiça em Boa Vista, Roraima.
Retornou ao Ceará em 1903 assumindo a redação de "A República", onde começou a publicar a coluna "Entrelinhas". Nesse mesmo ano assumiu função pública na Secretaria da Fazenda do Ceará.
Como maçom, foi iniciado na loja Fraternidade Cearense em 1904, e participou ativamente da fundação da Associação Mantenedora do Asilo de Mendicidade, atual Lar Torres de Melo, em 1905, fazendo parte da sua primeira diretoria.
Com a morte do pai em 1906, o substituiu na Junta Comercial do Ceará, como Diretor-Secretário e na publicação do Almanaque do Ceará, junto com o irmão Sófocles com quem publica o mesmo até 1932.
Casou-se com Diva Pamplona em 1908, deixando comos filhos adotados de fato,  Lelio Paiva Pamplona e  Maria Alice Pamplona, sobrinhos de sua esposa. Diva foi parceira na produção e ensaios das peças de Carlos.
Partidário da oligarquia Nogueira Accioli, por ligações políticas de família, Carlos Câmara é eleito deputado estadual em 1909. Em 1912, com a tomada do poder estadual por Franco Rabelo, foi destituído de seu mandato como deputado e de todas as funções públicas que exercia.
No ano seguinte assume a função de Auxiliar Técnico da Comissão de Estudos e Locação da Rede de Viação Cearense e diretor da "Escola de Aprendizes de Artífices" (atual Instituto Federal do Ceará) cargo que ocupou até falecer. Nessa instituição funda as revistas "O Aprendiz de Artífice" e "Revista Pedagógica".
Em 1918 fundou o Grêmio Dramático Familiar, instituição que imortalizou seu nome na história do teatro cearense. Depois de obter vários sucessos com suas peças, Câmara entrou para o quadro de sócios da Sociedade Brasileira de Autores Teatrais em 1921, tornando-se seu representante no Ceará até 1924.
Em 1922 foi um dos intelectuais convidados por Leonardo Mota para integrar a Academia Cearense de Letras em sua primeira reorganização. Mas a Academia de 1922, como a de 1894, não vingou.
Em 1924, Carlos Câmara vai para Aracaju dirigir a "Escola de Aprendizes de Sergipe" (atual Instituto Federal de Sergipe). Foi ainda redator do "Diário da Manhã" de Aracaju. Dois anos depois retorna a Fortaleza e ao Grêmio Dramático Familiar. Fez parte do grupo que fundou em 1925 a Associação Cearense de Imprensa.
Carlos morreu em 1939 vítima de edema pulmonar.

## Dramaturgo
Carlos Câmara foi uma das mais vigorosas expressões da comédia cearense de todos os tempos. Seu teatro ficava em uma região longe do centro de Fortaleza, mas por ser numa rua que dava acesso a estrada que ligava a Capital à cidade de Messejana, tendo inclusive uma linha de bonde até o local, os dias de apresentação eram bastante concorridos, havendo sempre lotações.
Suas peças teatrais continham uma crítica de costumes sobre a sociedade cearense da época. O texto e os ensaios eram elaborados de tal forma irreverente que cativava o público de forma bastante popular. Ele levou a molecagem cearense para os palcos.
Pioneiro na prática do merchandising ele improvisava cenários e cortinas com tecidos de "A Pernambucana" e compunha, como no "Casamento de Peraldiana", canções que eram verdadeiros jingles das lojas que davam apoio as suas propostas.

## Peças
- A Bailarina (1919)
- O Casamento da Peraldiana (1919)
- Zé Fidelis (1920)
- O Calu (1920)
- Alvorada (1921)
- Os Piratas (1923)
- Pecados da Mocidade (1924)
- O Paraíso (1929)
- Os Coriscos (1931)